# ولید ابراهیم
ولید ابراهیم (انگلیسی: Waleed Ibrahim؛ زادهٔ ۱۲ اکتبر ۱۹۷۳) بازیکن فوتبال اهل قطر بود.
وی همچنین در تیم ملی فوتبال قطر بازی کرده‌است.